# Oud-Vogelschor of Zuid-Westenrijkpolder
De Oud-Vogelschor of Zuid-Westenrijkpolder is een polder ten oosten van Philippine, behorende tot de Polders in de vaarwegen naar Axel en Gent, in de Nederlandse provincie Zeeland. 
Dit betrof een hooggelegen schorrengebied, het Vogelschor, dat ontstaan is tijdens de inundaties van 1583 en later. In 1699 werd octrooi tot bedijking verleend en in 1700 kwam de polder gereed, waartoe een dijk van 8,5 km lengte moest worden aangelegd. De polder, 300 ha in oppervlakte, was aanvankelijk een eiland. Pas in 1807, toen de Nieuw-Vogelschor of Westdorpepolder werd ingedijkt, werd het eiland verbonden met het vasteland van Westdorpe.